# 逆女
《逆女》是一部台灣電視劇，2001年10月13日在台視播映。該劇改编自杜修蘭的同名小說，也是臺灣電視史上首次以女同性戀者為主要角色的電視劇。

## 演員
- 賈雅婷 飾  小天使
- 六　月   飾  丁天使
- 秋乃華 飾  丁母
- 李　昆   飾  丁父
- 郭南廷 飾  小天厚
- 汪煒   飾  丁天厚
- 黃俊霖 飾  小天明
- 李　岳 飾  丁天明
- 柯宇綸 飾  汪啟漢(天使大學同學)
- 沈世朋 飾  江孟仲(天使前男友)
- 潘慧如 飾  詹清清
- 向語潔(向麗雯) 飾  莊美琦
- 鍾品淇 飾  仲薇
- 范瑞君 飾  徐姐
- 曾莞婷 飾  陳佩蓉(天使大嫂)[1]
- 丁也恬 飾 麗莎
- 許家福 飾 瘦皮猴
- 徐子喬 飾 喬夢翎

## 得獎紀錄
- 2001年金鐘獎四項大獎：
  - 最佳單元劇
  - 最佳導演：柯一正
  - 最佳女主角：六月
  - 最佳男配角：李昆
- 第35屆休士頓國際影展銀雷米獎（Silver Remi Award）
- 2001年芝加哥國際影展迷你影集銀徽章獎[2]

## 原聲帶
1. Like a Dream (演唱版) 如夢 /作曲、編曲、演唱：何真真
2. Like a Dream (演奏版) 如夢 /作曲、編曲：何真真
3. Grow 成長 /作曲、編曲：宋紳平
4. Live City 活躍的城市 /作曲、編曲：宋紳平，吉他；劉萬光
5. Her Silence (演奏版) 天使的沉默 /作曲、編曲：何真真
6. A Wish 一個願望 /作曲、編曲：何真真
7. Night 夜晚 /作曲、編曲：宋紳平
8. Night Cat Club 夜貓子俱樂部 /作曲、編曲：宋紳平
9. Drops in Summer Time (演奏版) 夏日之露/作曲、編曲：何真真
10. Flying Drops 飛翔的露珠/作曲、編曲：何真真
11. Her Silence (演唱版) 天使的沉默/作曲、作詞、編曲、演唱：何真真
12. Pink Lady 粉紅小姐/作曲、編曲：宋紳平，演唱：芬蘭
13. Happy Dream 美夢 /作曲、編曲：何真真
14. Dream with Love 懷愛入夢 /作曲、編曲：何真真
15. Falling Love 墜入情網 / 作曲、編曲：宋紳平
16. Child 天真 /作曲、編曲：宋紳平
17. Love and Sin 愛與罪 /作曲、編曲：宋紳平，作詞：劉萬光，演唱：唐么玫
18. Mother's Anger 老媽的憤怒 /作曲、編曲：何真真
19. Hurt 傷害 /作曲、編曲：何真真
20. Drops in Summer Time (演唱版)夏日之露/作曲、作詞、編曲、演唱：何真真

## 外部連結
- 官方網站 （页面存档备份，存于）
- 互联网电影数据库（IMDb）上《逆女》的资料（英文）
- 豆瓣电影上《逆女》的資料 （简体中文）